# Arti marziali indiane
Con l'espressione arti marziali indiane ci si riferisce ai sistemi di combattimento del Subcontinente indiano. Nelle lingue di quel luogo esistono numerosi termini, di origine antica, per il concetto di cui ci occupiamo in questa voce. Alcuni di essi sembrano concentrarsi su specifiche discipline (ad esempio uso dell'arco, combattimento armato), ma in epoca classica erano usati genericamente per tutti i sistemi di combattimento.
Tra i termini più comuni oggi, śastra-vidyā è un composto di śastra (arma) e vidyā (conoscenza). Dhanurveda deriva dalle parole per "arco" (dhanushya) e "conoscenza" (veda), la "scienza del tiro con l'arco" nella letteratura puranica, poi applicato alle arti marziali in generale. Il testo Viṣṇu Purāṇa definisce dhanuveda come uno dei diciotto tradizionali rami di "conoscenza applicata" o upaveda, assieme a shastrashastra o scienza militare. Un termine successivo, yuddha kalā, viene dalle parole yuddha che significa lotta o combattimento e kalā che vuol dire abilità. Il termine collegato śastra kalā (letteralmente arte delle armi) di solito si riferisce specificamente alle discipline armate. Un altro termine, yuddha-vidyāo "conoscenza del combattimento", si riferisce alle abilità usate sul campo di battaglia, comprendenti non solo il combattimento vero e proprio ma anche formazioni di battaglia e strategia. Le arti marziali di solito sono apprese e praticate nelle akhara tradizionali.

## Storia

### Antichità (prima dell'impero Gupta)
Uno stemma della civiltà della valle dell'Indo mostra due uomini che si trafiggono a vicenda con una lancia in un duello che sembra incentrato su una donna. Da uno scavo archeologico di quell'ambiente è emersa la statua di un lanciatore di giavellotto.
Dhanurveda, un passo reperito nei Veda (1500 - 1100 a.C.), contiene riferimenti ad arti marziali. I testi di poesia epica indiana contengono i primi racconti di combattimenti, sia con armi sia a mani nude. La maggior parte degli dei nel pantheon indù-buddhista sono muniti di loro specifiche armi, e sono riveriti non solo come maestri di arti marziali ma spesso come iniziatori di tali sistemi stessi.
Il Mahābhārata narra di combattenti, armati solo di daghe, che riescono a sopraffare leoni, e descrive una lunga battaglia tra Arjuna e Karna con l'impiego di archi, spade, alberi, pietre e pugni. Un altro scontro senza armi nel Mahābhārata descrive due combattenti che boxano con i pugni alzati e lottano con calci, colpi con le dita, ginocchiate e testate. La più antica arte di combattimento non armato organizzata nel subcontinente indiano è il malla-yuddha o lotta, codificata in quattro forme nel periodo vedico. Le storie che descrivono Krishna riferiscono che a volte si impegnava in incontri di lotta in cui usava ginocchiate al petto, pugni alla testa, tirate di capelli e strangolamenti. Sulla base di queste testimonianze, Svinth (2002) fa risalire all'epoca preclassica le flessioni e gli accovacciamenti utilizzati dai lottatori indiani.

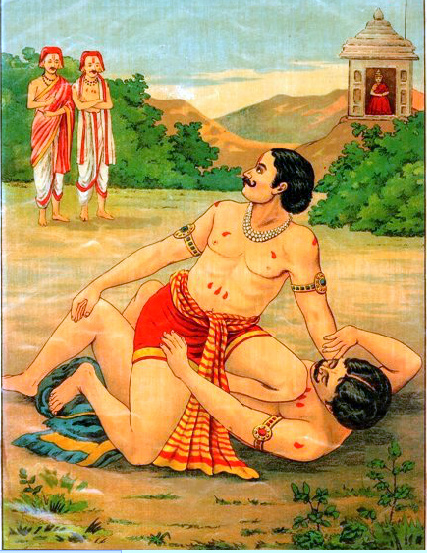
Bhima combatte con Jarasandha, oleografia di Raja Ravi Varma.

Nella letteratura sanscrita il termine dwandwayuddha si riferiva ad un duello, sicché era una battaglia tra due guerrieri e non due eserciti. L'epica spesso narra che i duelli tra divinità ed eroi simili a dei duravano un mese o anche di più. Il malla-yuddha (incontro di lotta) tra Bhima e Jarasandha dura 27 giorni. Analogamente, il dwandwayuddha tra Paraśurāma e Bhisma durò 30 giorni, mentre quello tra Krishna e Jambavan durò 28 giorni. Allo stesso modo, il dwandwayuddha tra Bali e Dundubhi, un demone con le forme di un bufalo d'acqua, dura per 45 giorni. Il Manusmṛti spiega che se il ciuffo di un guerriero si scioglie durante un combattimento o un duello, l'avversario deve dargli il tempo di legarsi i capelli prima di continuare.
Il Charanavyuha composto da Shaunaka nomina quattro upaveda (veda applicati). Tra questi, l'uso dell'arco (dhanurveda) e le scienze militari (shastrashastra), la cui padronanza era un dovere (dharma) per la classe dei guerrieri. I re di solito appartenevano alla classe kshatriya (guerriera) e pertanto erano capi dell'esercito. Tipicamente, praticare tiro con l'arco, pugilato, e scherma faceva parte della loro educazione. Si possono citare ad esempio di sovrani simili Siddhartha Gautama e Rudradaman. Il monaco cinese Xuánzàng scrive che l'imperatore Harsha era agile malgrado la sua età avanzata e riuscì a schivare e catturare un assalitore che aveva tentato di assassinarlo.
Molti dei popolari sport menzionati nei Veda e negli scritti epici derivano dall'addestramento militare, come pugilato (musti-yuddha), lotta (maladwandwa), corse con i carri (rathachalan), ippica (aswa-rohana) e tiro con l'arco (dhanurvidya). Le gare si svolgevano non solo come competizione di abilità per i partecipanti, ma anche per designare il consorte (di una dama di rango). Arjuna, Rama e Siddhartha Gautama conquistarono tutti le rispettive mogli in virtù di tornei del genere.
Nel III secolo furono incorporati nelle arti di combattimento elementi di Yoga Sūtra ed anche movimenti con le dita delle danze nata. Alcuni stili di combattimento indiani rimangono strettamente connessi a yoga, danza ed arti performative. Alcune delle coreografie di sparring del kalarippayattu possono essere applicate alla danza e i danzatori kathakali che conoscevano il kalarippayattu erano ritenuti nettamente migliori degli altri esecutori. Fino a non molti anni fa, la danza chhau era eseguita solo da cultori di arti marziali. Alcune tradizionali scuole di danza indiana classica annoverano tuttora le arti marziali come parte integrante del loro regime di esercizio.

Silambam: illustrazione di allenamento con bastoni di legno.

Le testimonianze scritte di arti marziali nell'India meridionale risalgono alla letteratura Sangam, intorno al II secolo a.C. o al II secolo d.C.  Le raccolte di poesie Akanaṉūṟu e Purananuru descrivono l'uso di lance, scudi, archi e Silambam nell'era Sangam. La parola kalari appare in Puram (versi 225, 237, 245, 356) e Akam (versi 34, 231, 293) per descrivere sia un campo di battaglia sia un'arena di combattimento. La locuzione kalari tatt denotava una prodezza marziale, mentre kalari kozhai indicava un codardo in guerra. Ogni guerriero dell'era Sangam riceveva addestramento militare regolare in tiro a segno ed equitazione. Si specializzavano in una o più delle armi importanti del periodo, come lancia (vel), spada (val), scudo (kedaham), ed arco e freccia (vil ambu). Le tecniche di combattimento del periodo Sangam furono antesignane del kalarippayattu. I riferimenti al “Silappadikkaram” nella letteratura Sangam risalgono al II secolo. Si trattava del bastone da silambam, molto richiesto dai visitatori stranieri.
La città di Taxila, capitale intellettuale dell'antica India ma situata nell'odierno Punjab (Pakistan), sarebbe stata fondata da Bharata che le avrebbe dato un nome ispirato a quello del proprio figlio Taksha. Dal VII al V secolo a.C. era assai rinomata come grande centro di commercio e istruzione, che attraeva discepoli da tutto l'attuale Pakistan e dall'India settentrionale. Tra le materie d'insegnamento erano le "scienze militari", e il tiro con l'arco era una delle preminenti.
Durante il periodo buddhista si presero iniziative per scoraggiare l'attività marziale. Il libro Khandhaka in particolare proibisce lotta, pugilato, tiro con l'arco e scherma. Comunque, si trovano menzioni di arti di combattimento nei testi buddhisti, come il Sutra del Loto (I secolo a.C. circa) che si riferisce ad un'arte pugilistica parlando a Mañjuśrī. Categorizzava anche le tecniche di combattimento come blocchi articolari, colpi di pugno, prese di lotta e lanci. Il Sutra del Loto fa un altro riferimento ad un'arte marziale con movimenti simili a danza, chiamata Nara. Un altro sutra buddhista chiamato Hongyo-kyo (佛本行集經) descrive una "gara di forza" tra il principe Nanda (fratellastro di Buddha) e suo cugino Devadatta. Lo stesso Siddhartha Gautama era un campione di lotta e di scherma prima di divenire il Buddha.

### Periodo classico (dal III al X secolo)

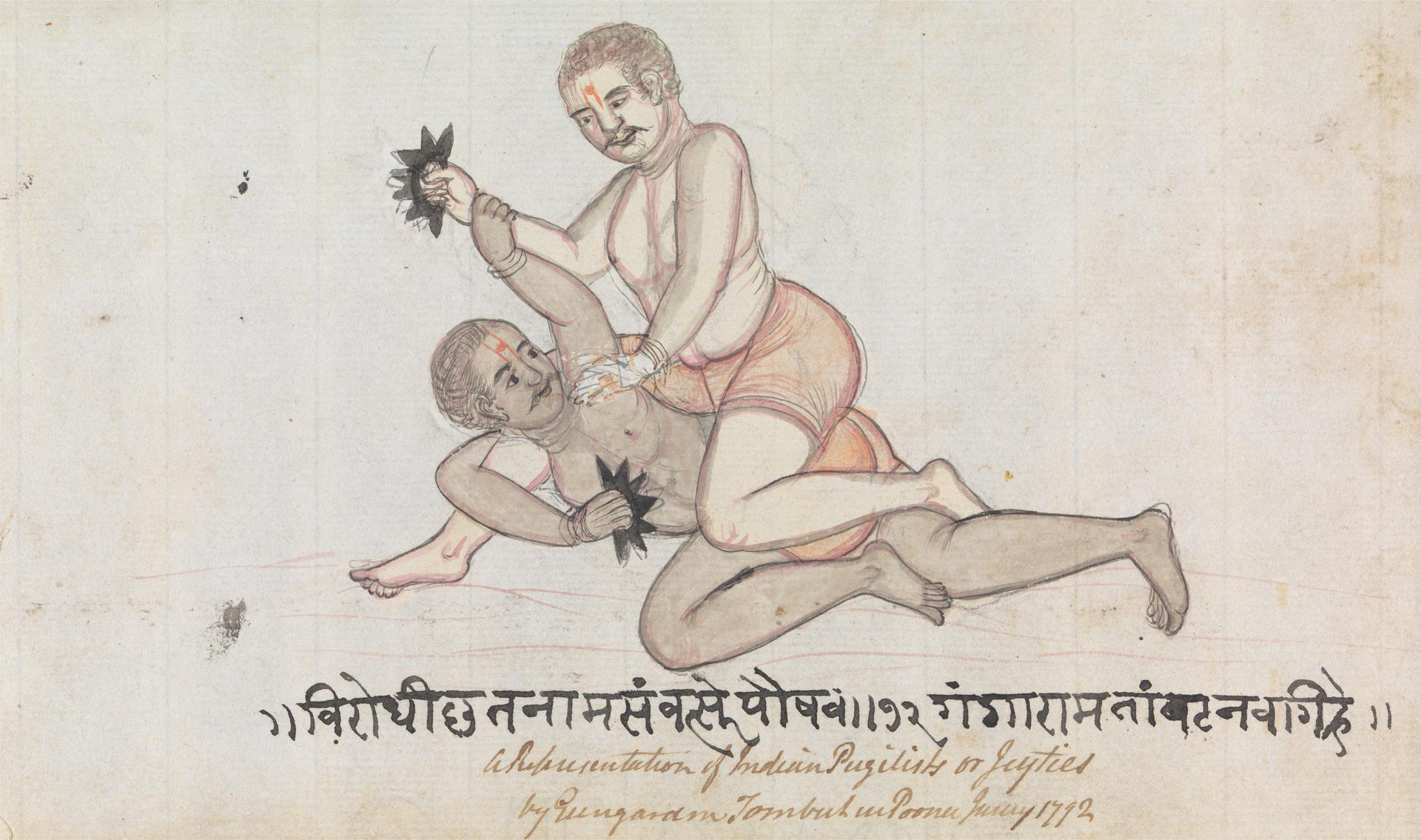
Scena di combattimento Vajra-musti, acquerello del 1792.

Come altri rami della letteratura sanscrita, i trattati sulle arti marziali assunsero carattere più sistematico nel corso del I millennio d.C. Il Vajra-musti, uno stile di corpo a corpo armato, è menzionato in fonti dei primi secoli d.C. Intorno a questo periodo, i filosofi tantrici svilupparono importanti concetti metafisici quali kundalini, chakra, e mantra.
Il Sushruta Samhita (circa IV secolo) identifica 108 punti vitali del corpo umano di cui 64 erano classificati come letali se colpiti appropriatamente con un pugno o un bastone. L'opera di Sushruta formarono la base della disciplina medica ayurveda che venne insegnata assieme a varie arti marziali. Dati anche i numerosi riferimenti sparsi a punti vitali in fonti vediche ed epiche, è certo che gli antichi combattenti del Subcontinente indiano conoscessero e praticassero l'attacco o la difesa di punti vitali.
Intorno al 630, il re Narasimhavarman I della dinastia Pallava commissionò dozzine di sculture che mostravano combattenti a mani nude che neutralizzavano avversari armati. Questo è simile allo stile descritto nell'Agni Purana.
Le arti marziali non erano monopolio della casta kshatriya, ma la casta dei guerrieri era quella che ne faceva maggior uso. Il testo dell'VIII secolo Kuvalaymala, di Udyotanasuri, riporta l'insegnamento delle tecniche di combattimento in istituzioni educative dove allievi che non erano di estrazione kshatriya, provenienti da tutto il subcontinente, "imparavano e praticavano il tiro con l'arco, il combattimento con la spada e lo scudo, con i pugnali, i bastoni, le lance, i pugni e i duelli (niyuddham)".
La prima dinastia Rajput Gurjara-Pratihara arrivò al potere nel VII secolo e fondò una dinastia kshatriya nell'India settentrionale che superò il precedente impero Gupta. Durante questo periodo l'imperatore Nagabhata I (750–780 d.C.) e Mihir Bhoja I (836–890) commissionarono vari testi sulle arti marziali, e loro stessi praticavano questi sistemi. In questo periodo fu composto Shiva Dhanuveda. La khadga, una spada pesante a due mani e punta larga, ricevé speciale preferenza. Era usata anche per il khadga-puja, adorazione ritualizzata della spada. I gurjara-pratihara respinsero continuamente le invasioni arabe, specie durante le campagne umayyadi in India. Il cronachista arabo Sulaiman scrisse del sovrano gurjara come del più grande nemico dell'espansione islamica, elogiando al contempo la sua cavalleria.

### Medioevo (dall'XI al XV secolo)

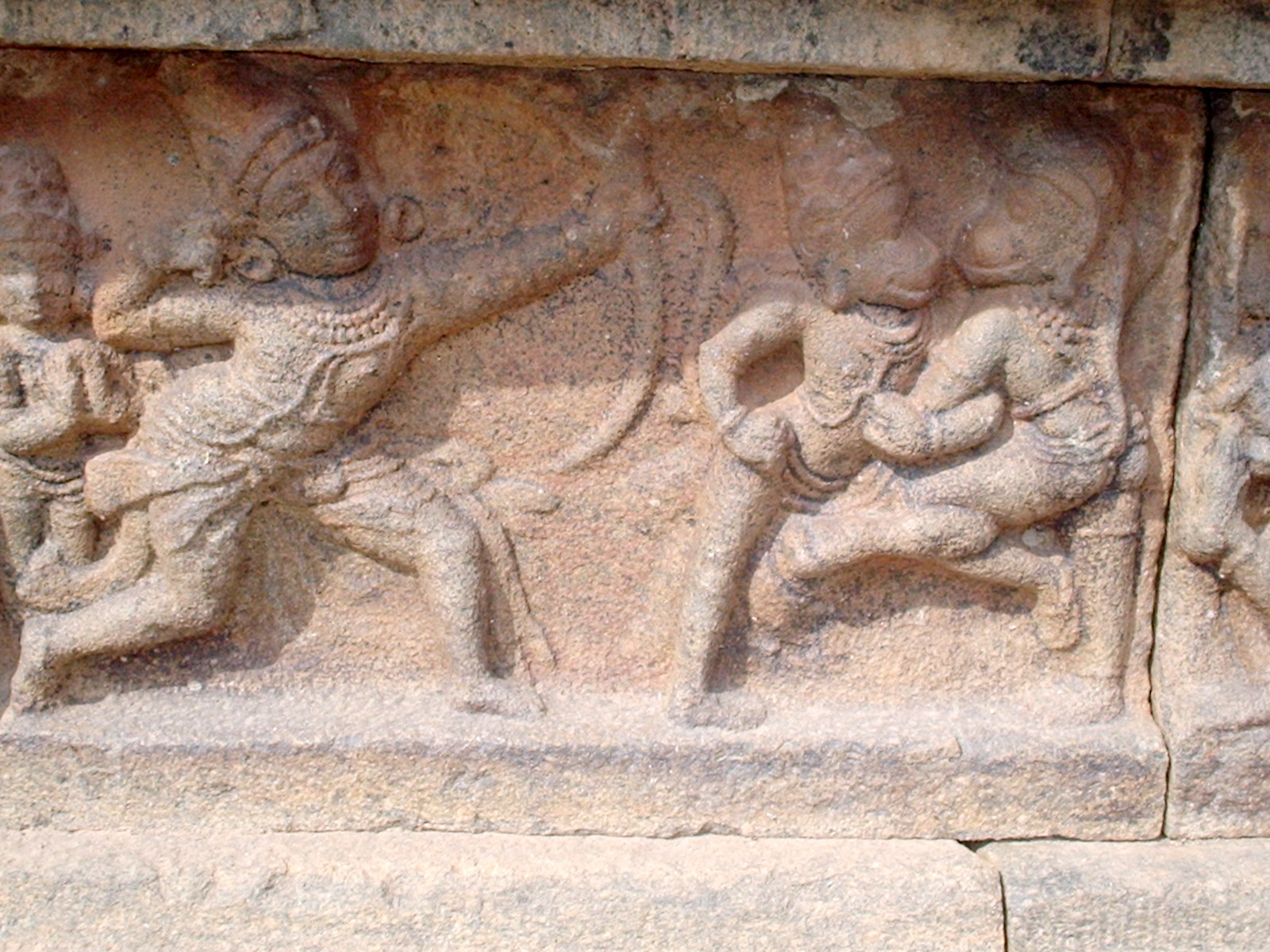
Tecnica di immobilizzazione raffigurata nel tempio Airavatesvara del XII secolo

Il kalarippayattu si è sviluppato nella forma attuale dall'XI secolo, durante un lungo periodo di guerra tra le dinastie Chera e Chola. Il più antico trattato che espone le tecniche di malla-yuddha è il Malla Purana (circa XIII secolo), a differenza del precedente Manasollasa che indica i nomi dei movimenti ma non ne fornisce alcuna descrizione.
Nell'arco di parecchi secoli, le armate musulmane di invasione riuscirono ad occupare buona parte degli odierni Pakistan e India settentrionale. In reazione all'espandersi del dominio musulmano, i regni dell'India meridionale si unirono nel XIV secolo per dar vita all'Impero di Vijayanagara. La cultura fisica fu oggetto di grande attenzione sia da parte dei regnanti sia da parte dei sudditi dell'impero, e in particolare la lotta si diffuse tra gli uomini e pure tra le donne. Sono state scoperte palestre nei quartieri reali di Vijayanagara, ed è documentato l'addestramento fisico regolare per i comandanti e relativi eserciti in tempo di pace. Palazzi reali e piazze del mercato avevano speciali arene in cui i reali e le persone comuni si divertivano a guardare incontri come combattimenti di galli o arieti, e lotta. Un testo descrive un akhara (scuola-convitto di arti marziali) a Chandragiri in cui i nobili praticavano esercizi di salto, pugilato, scherma e lotta quasi ogni giorno prima di cena per conservarsi in salute, e osservava che "uomini di settant'anni sembravano appena trentenni".
Il viaggiatore italiano Pietro Della Valle scrisse di combattimenti con il bastone nell'India meridionale. Secondo Pietro, era usanza che i soldati si specializzassero in una loro particolare arma di elezione e non ne usassero alcun'altra neppure in guerra, "cosicché [ciascuno] diventa assai esperto e ben addestrato in quel che fa".
Come i loro antichi predecessori, i reali di Vijayanagara praticavano comunemente arte della scherma e lotta. Si dice che Krishna Deva Raya avesse organizzato un duello tra un campione di arte della scherma e il principe di Orissa, celebre per la sua maestria con la spada e con la daga. Il principe accettò la sfida, ma quando seppe che avrebbe combattuto un avversario non di sangue reale, si uccise piuttosto che "sporcarsi le mani". Fernão Nunes e l'inviato persiano Adbur Razzak narrano che Deva Raya II sopravvisse ad un tentativo di assassinio "siccome era un uomo che sapeva usare spada e daga meglio di chiunque nel suo regno, evitò con balzi e schivate del corpo gli affondi dell'assalitore, se ne liberò, e lo uccise con una corta spada che aveva".

### Era moghul (1526–1857)

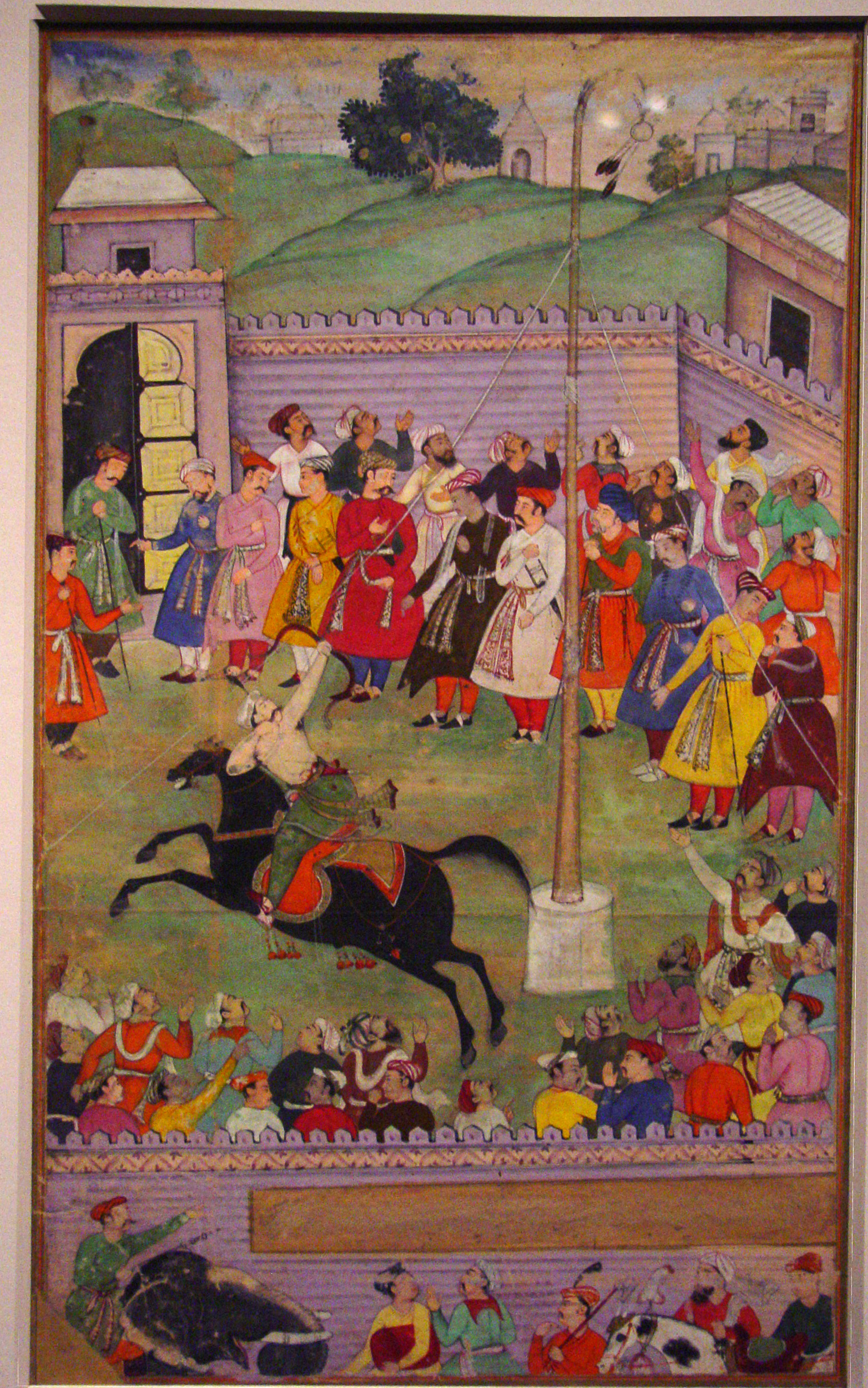
Guerrieri moghul si esercitano a tirare con l'arco a cavallo, un'abilità per la quale erano assai rinomati

Dopo una serie di vittorie, il conquistatore centro-asiatico Babur fondò l'impero moghul nell'India settentrionale del XVI secolo. I moghul furono fautori delle arti native dell'India, non solo reclutando per i loro eserciti combattenti rajput addestrati negli akhara ma anche praticando essi stessi questi sistemi. L'Ausanasa Dhanurveda Sankalanam risale alla fine del XVI secolo, compilato sotto il patrocinio di Akbar. L'Ain-i-Akbari narra che la corte moghul aveva vari tipi di combattenti da ogni parte dell'impero moghul che avrebbero dato prova delle loro capacità ogni giorno in cambio di ricompense. Si diceva che ce ne fossero nativi e lottatori moghul, frombolieri dal Gujarat, atleti indostani, pugili, lanciatori di pietre e molti altri.
"Ci sono diversi tipi di gladiatori, ognuno dei quali compie imprese sorprendenti. Nei combattimenti dimostrano molta velocità e agilità e mescolano coraggio e abilità nell'accovacciarsi e rialzarsi. Alcuni di loro usano scudi per combattere, altri usano randelli. Altri ancora non usano alcun mezzo di difesa e combattono con una sola mano; questi sono chiamati "ek-hath". Quelli che provengono dai distretti orientali dell'Hindostan usano un piccolo scudo chiamato "chirwah". Quelli provenienti dalle province meridionali hanno scudi di dimensioni tali da coprire un uomo e un cavallo. Questo tipo di scudo è chiamato "tilwah". Un'altra classe usa uno scudo di altezza inferiore a quella di un uomo. Alcuni usano anche una lunga spada e, afferrandola con entrambe le mani, compiono straordinarie imprese di abilità. C'è un'altra famosa classe chiamata Bankúlis. Non hanno scudo, ma usano un tipo particolare di spada che, sebbene ricurva verso la punta, è dritta vicino all'impugnatura. La brandiscono con grande destrezza. L'abilità che dimostrano supera ogni descrizione. Altri sono abili nel combattere con pugnali e coltelli di varie forme; di questi ce ne sono più di centomila. Ogni classe ha un nome diverso; si differenziano anche nelle loro esibizioni. A corte, ci sono mille gladiatori sempre pronti".
Appassionati cacciatori, i moghul apprezzavano molto uno sport detto shikar o caccia alla tigre. Benché tale caccia fosse spesso praticata con frecce e in seguito anche con fucili, era oggetto di grande ammirazione uccidere una tigre con un'arma per il combattimento ravvicinato come una spada o una daga. Un guerriero che aveva avuto la meglio su una tigre avrebbe ricevuto il titolo di Pachmar.
Nel XVI secolo, il filosofo bengalese Madhusūdana Sarasvatī organizzò una sezione della tradizione Naga di saṃnyāsa armati per proteggere gli indù dagli intolleranti dominatori moghul. Sebbene si diceva che in genere aderissero al principio di non violenza (ahimsā), questi monaci dashanami per molto tempo avevano formato akhara per la pratica sia dello yoga sia delle arti marziali. Questi asceti-guerrieri sono documentati dal 1500 fino al XVIII secolo, sebbene la tradizione attribuisca la loro creazione al filosofo dell'VIII secolo Shankaracharya. Iniziarono come uno strato di guerrieri rajput che si sarebbero riuniti dopo il raccolto e avrebbero armato contadini inquadrati in unità militarizzate, agendo efficacemente come squadre di autodifesa. Diffusi in Rajasthan, Maharashtra e Bengala, avrebbero abbandonato le loro occupazioni e lasciato le famiglie per vivere come mercenari. I naga sadhu oggi raramente praticano qualsiasi forma di combattimento diversa dalla lotta, ma portano ancora trishula, spade, bastoni e lance. Ancora oggi i loro raduni sono chiamati "chhauni" o campi armati, e si sa che organizzano finti combattimenti tra di loro. Fino agli anni 1950 non era inconsueto per i nagha sadhu colpire per uccidere qualcuno per motivi di onore.
C'è anche un Dhanurveda-samhita del XVII secolo attribuito a Vasishtha.
Lo stile di lotta pehlwani si sviluppò nell'impero moghul combinando il nativo malla-yuddha con influenze del persiano Varzesh-e Pahlavani.

### Dinastia maratha (1674–1859)

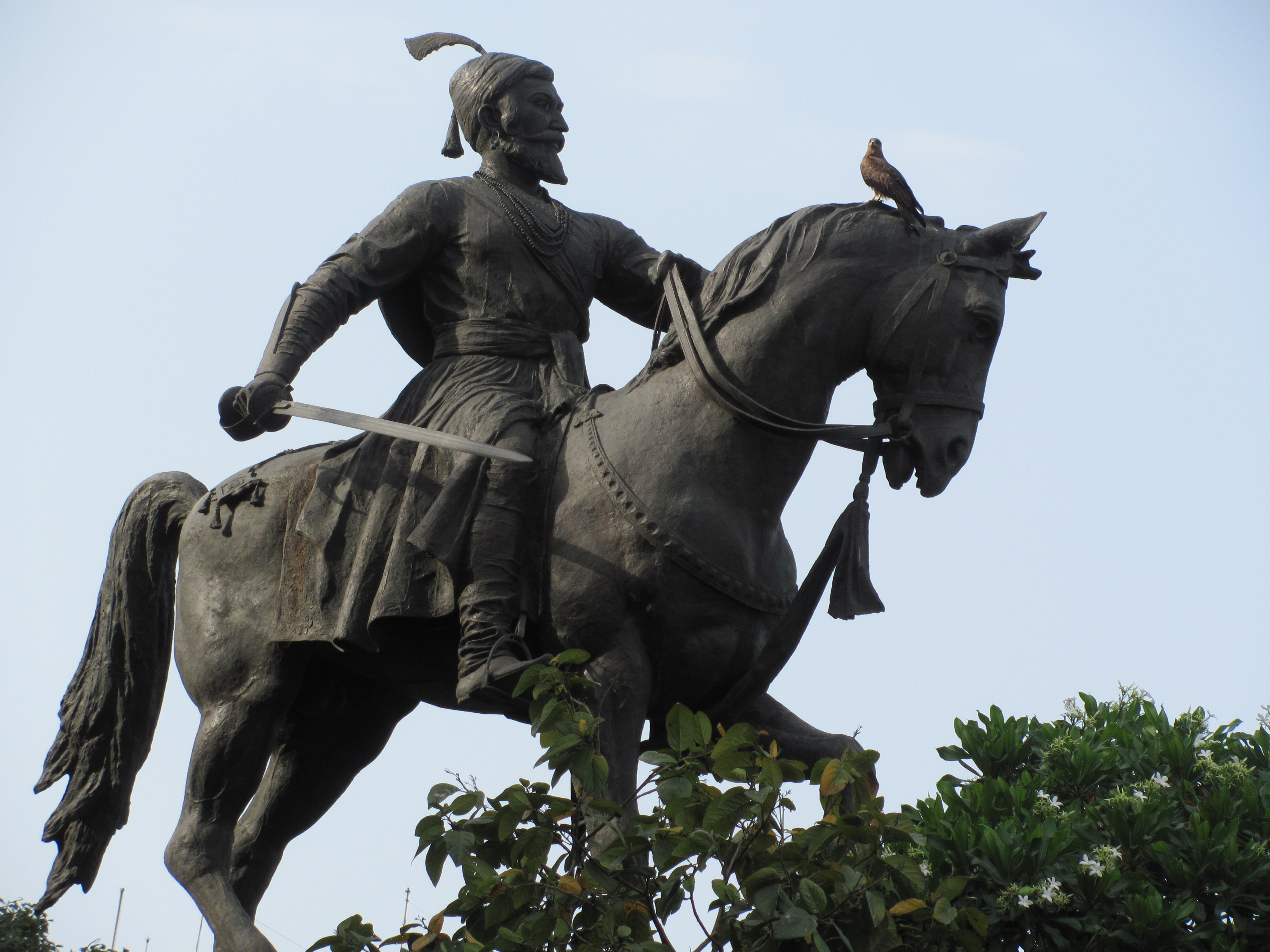
Statua di Shivaji, il re-guerriero che portò in auge il popolo maratha e il relativo stile di combattimento.

Provenendo da una zona collinare caratterizzata da valli e grotte, i maratha divennero cavalieri esperti che preferivano impiegare in guerra unità di cavalleria mobilissime dotate di armature leggere. Noti specialmente come maestri di spada e lancia, sono menzionati per la loro cultura nettamente marziale e la loro propensione per la lancia da Xuanzang già nel VII secolo. Dopo aver servito i sultanati dakshin all'inizio del XVII secolo, i maratha sparsi si unirono per fondare il proprio regno sotto il guerriero Shivaji. Avendo appreso fin da ragazzo l'arte marziale locale mardani khel, Shivaji era un maestro nell'usare la spada e abilissimo con varie altre armi. Si giovò dell'esperienza del suo popolo nelle tattiche di guerriglia (Shiva sutra) per ricostituire lo Hindavi Swarajya (autodeterminazione dei nativi [indù è un termine tradizionalmente applicato agli abitanti nativi dell'India durante l'antichità]) in un'epoca di supremazia musulmana accompagnata da intolleranza crescente. Sfruttando velocità, attacchi concentrati a sorpresa (tipicamente di notte e su terreni scoscesi), e la morfologia di Maharashtra, Karnataka, e India meridionale, i sovrani maratha riuscirono a difendere il loro territorio dai più numerosi e meglio armati moghul. Il reggimento, tuttora esistente, Maratha Light Infantry è uno dei "più antichi e famosi" dell'Esercito Indiano, risalendo al 1768.

### Periodo moderno (1857—oggi)
Le arti marziali indiane attraversarono un periodo di declino con il radicamento del pieno dominio coloniale britannico nel XIX secolo. Modalità più europee di organizzare regni, eserciti e istituzioni pubbliche, e il crescente uso di armi da fuoco, gradualmente erosero la necessità di un addestramento al combattimento tradizionale associato a doveri collegati alle caste. Il governo coloniale britannico proibì il kalarippayattu nel 1804 reagendo ad una serie di rivolte. Fu vietato anche il silambam e divenne più diffuso nella penisola malese che in Tamil Nadu dove era stato avviato.
I britannici approfittarono delle comunità con culture intensamente militaristiche, classificandole come "razze marziali" e impiegandole nelle forze armate. Ai membri dell'esercito era consentito risolvere le dispute con incontri di pugilato, a patto che fossero ancora idonei a lavorare come soldati dopo un incontro.
La ripresa di pubblico interesse verso il kalarippayattu iniziò negli anni 1920 a Thalassery in un clima di riscoperta delle arti tradizionali in tutta l'India meridionale che caratterizzò la crescente reazione contro il dominio coloniale britannico. Nel trentennio successivo furono perciò riportati in vita altri stili locali come silambam in Tamil Nadu, thang-ta in Manipur e paika akhada in Orissa.

## Testi

### Agni Purana
Uno dei primi manuali giunti fino a noi di arti marziali indiana e l'Agni Purana (databile tra VIII e XI secolo). La sezione dhanurveda dell'Agni Purana si estende nei capitoli 248–251, classificando le armi nelle classi da getto e non da getto e le suddivise in diverse sottoclassi. Cataloga l'addestramento in cinque divisioni principali per i vari tipi di guerrieri, ovvero addetti ai carri da combattimento, conduttori di elefanti, cavalieri, fanti, e lottatori.
I nove asana (posizioni) nel combattimento sono i seguenti:
1. samapada ("tenere i piedi uniti"): stare in piedi a ranghi chiusi con i piedi uniti (248.9)
2. vaiśākha: in piedi, eretti, con i piedi divaricati (248.10)
3. maṇḍala ("disco"): in piedi con le ginocchia divaricate, disposte a forma di stormo di oche (248.11)
4. ālīḍha ("leccato, lucidato"): piegare il ginocchio destro con il piede sinistro tirato indietro (248.12)
5. pratyālīḍha: piegare il ginocchio sinistro con il piede destro tirato indietro (248.13)
6. jāta ("origine"): posizionare il piede destro dritto con il piede sinistro perpendicolare, con le caviglie distanti cinque dita (248.14)
7. daṇḍāyata ("bastone esteso"): tenere il ginocchio destro piegato con la gamba sinistra dritta, o viceversa; detto anche vikaṭa ("terribile") se le due gambe sono distanti due palmi l'una dall'altra (248.16)
8. sampuṭa (“emisfero”)  (248.17)
9. swastika ("benessere"): tenere i piedi a 16 dita di distanza l'uno dall'altro e sollevare leggermente i piedi (248,19).

Poi segue una discussione più dettagliata di tecnica con l'arco.

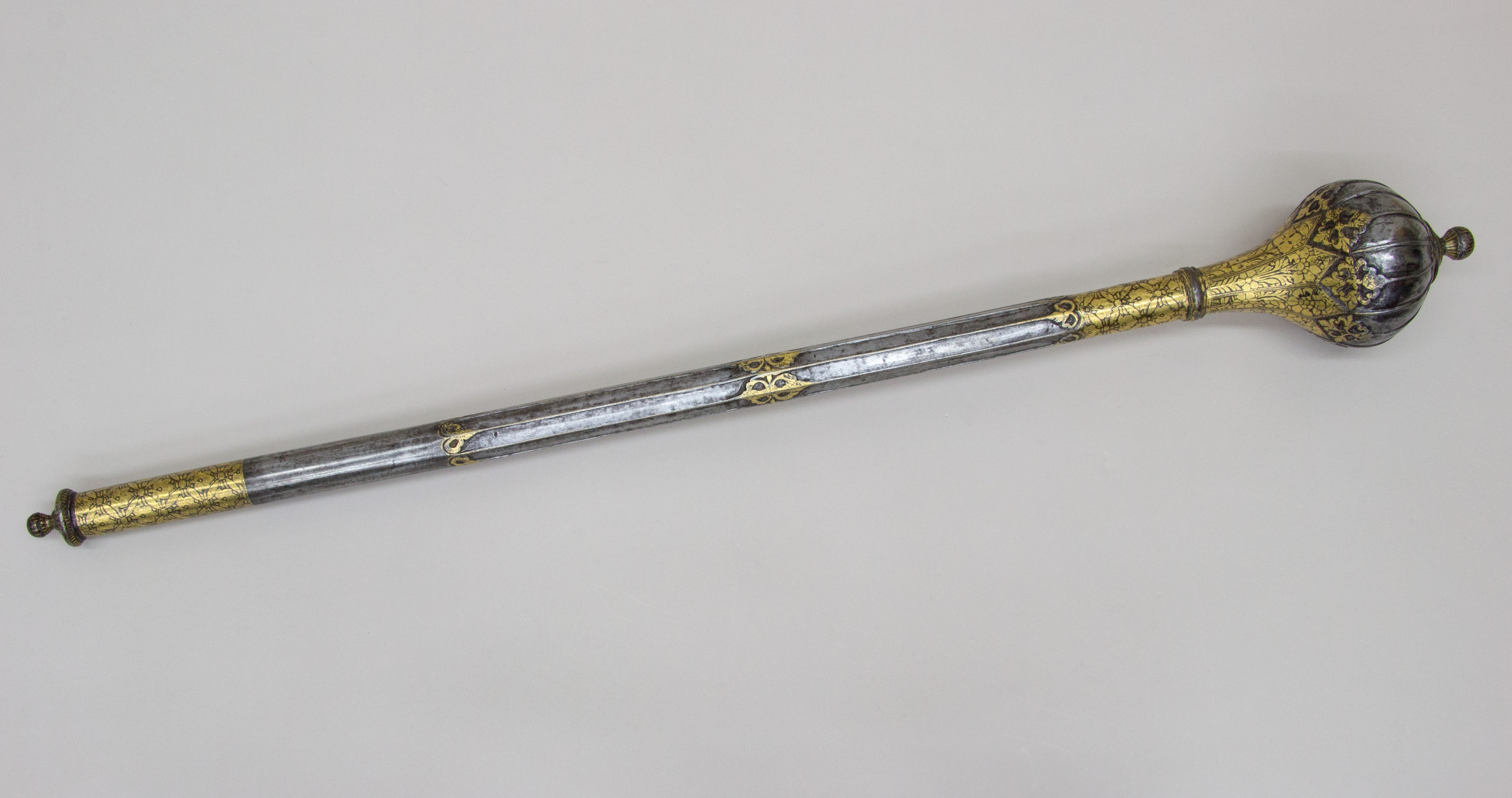
Un esempio di gada (mazza) indo-persiano del XVII secolo, in acciaio e oro, lungo 67 cm. Metropolitan Museum of Art

La sezione si conclude con l'elencazione dei nomi delle azioni o "atti" possibili con diverse armi, tra cui 32 posizioni da assumere con spada e scudo (khaḍgacarmavidhau), 11 nomi di tecniche di uso di una corda in combattimento, assieme a 5 nomi di "atti nell'uso di corda" oltre a liste di "atti" riguardanti il chakram (anello da guerra), la lancia, il tomara (mazza di ferro), il gada (mazza), l'ascia, il martello, il bhindipāla o laguda, il vajra, la daga, la frombola, e infine atti con il randello o bastone. Un breve passaggio verso la fine del testo ritorna ai più vasti concetti dell'arte bellica e spiega i vari impieghi di elefanti da guerra e uomini. Il testo conclude con una descrizione di come avviare appropriatamente alla guerra il combattente ben addestrato.

### Arthaśāstra
L'Arthaśāstra, del IV secolo a.C. circa, tipicamente attribuito a Chanakya, principale consigliere di Chandragupta Maurya, è uno dei primi trattati di arte del governo, compresi argomenti disparati come economia, politica, diplomazia e strategia militare.

### Altri
È arrivato a noi un Dhanurveda-Samhita risalente alla metà del XIV secolo, di Brhat Sarngadhara Paddhati (ed. 1888).
Vi sono altri riferimenti sparsi alle arti marziali in testi medievali come:
- Kamandakiya Nitisara (c. VIII secolo[54] ed. Manmatha Nath Dutt, 1896),
- Il Nitivakyamrta di Somadeva Suri (X secolo),
- Il Yuktikalpataru  di Bhoja (XI secolo) e
- Il Manasollasa  di Somesvara III (XII secolo).

## Armi e arti
Nel subcontinente indiano si usava un vasto assortimento di armi, alcune delle quali non si trovano in alcun altro luogo. Secondo P.C. Chakravati in The Art of War in Ancient India, gli eserciti usavano armi ordinarie come lance di legno o con la punta metallica, spade, scudi di paglia e bambù, in legno o metallo, asce, archi lunghi o corti nell'arte bellica del IV secolo a.C. Le relazioni militari dell'impero Gupta (c. 240–480) e il più recente Agni Purana identificano più di 130 diversi tipi di armi.
L'Agni Purana divide le armi nelle classi da getto e non da getto. La classe "lanciate" (mukta) comprende dodici armi complessive che ricadono in quattro categorie, ovvero

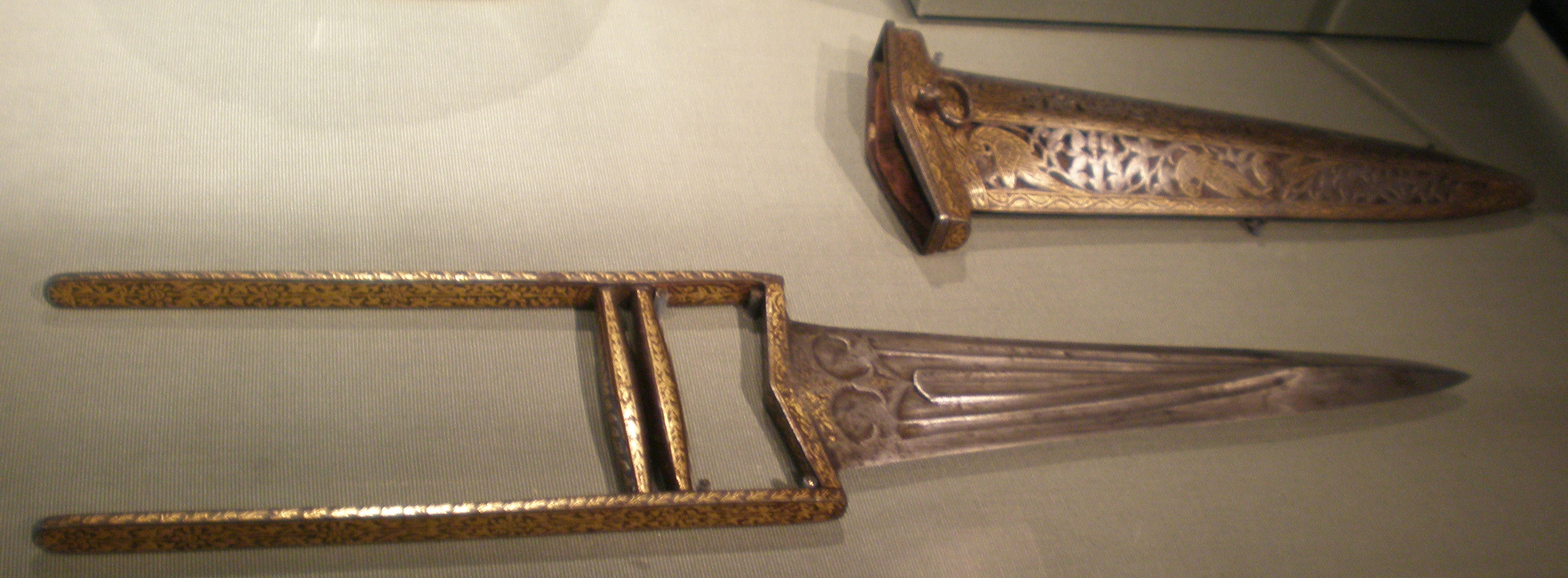
La katara, la daga più caratteristica del subcontinente indiano.

- yantra-mukta: armi che tirano proiettili come la fionda o l'arco
- pāṇi-mukta: armi lanciate dalla mano come il giavellotto
- mukta-sandarita: armi che vengono lanciate e recuperate, come la lancia-corda
- mantra-mukta: armi mitiche che sono lanciate mediante incantesimi magici (mantra), suddivise in 6 tipi.

Erano contrapposte alla classe molto più ampia di tre categorie.
- hasta-śastra o amukta: armi da mischia che non si staccano dalla mano, suddivise in venti tipi
- muktāmukta: armi che possono essere lanciate o usate a breve distanza, suddivise in 98 varietà
- bāhu-yuddha o bhuja-yuddha: armi del corpo, ossia combattimento disarmato.

Il duello con arco e frecce è considerato il più nobile, subito dopo viene combattere con la lancia, mentre combattere con la spada è considerato rozzo, e la lotta è classificata come la più meschina forma di combattimento. Solo un bramino poteva essere un ācārya (insegnante) di sastravidya, kshatriya e vaishya dovevano imparare dall'ācārya, mentre uno shudra non poteva prendere un insegnante, era lasciato a "combattere da solo nel pericolo".
Nel corso degli anni, la tecnica delle armi si evolse e l'India divenne famosa per il suo flessibile acciaio wootz. Le armi insegnate più comunemente nelle arti marziali in India oggi sono tipi di spade, daghe, lance, bastoni, e mazze.
Le armi sono legate a parecchie superstizioni e credenze culturali nel subcontinente indiano. Estrarre un'arma senza ragione è vietato ed è considerato dagli indù irriguardoso verso la dea Chandi. Da ciò il detto che una spada non può essere riposta nel fodero finché non ha versato del sangue. Spetta alla madre di un guerriero cingergli la spada al fianco prima della guerra o di un duello. Inoltre, si sarebbe tagliata un dito con la sua spada e con una goccia del proprio sangue avrebbe tracciato un tilaka sulla testa di lui. Le armi stesse erano asperse con un tilaka, il più delle volte col sangue di una capra appena decapitata (chatanga). Tra gli altri tabù, rispecchiarsi nella lama, svelarne il prezzo o la fonte di acquisto, gettarla a terra o usarla per scopi domestici.

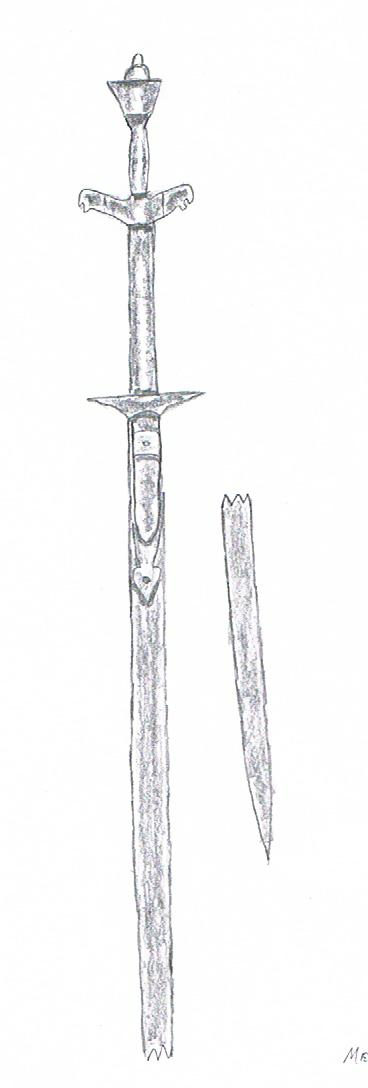
Una spada a due mani meridionale

### Arte della spada (khadgavidya)
Nel Mahabharata si dice che sia Nakula sia Sahadeva fossero abili schermidori. Il combattimento con la spada è una delle comuni arti indiane di combattimento. Tra le varianti, la spada curva ad un filo, la spada dritta a doppio filo, la spada a due mani, la spada a guantone e l'urumi o spada flessibile. Da uno Stato all'altro vi sono differenti tecniche, ma tutte fanno ampio uso di movimenti circolari, spesso roteando la spada sopra la testa dell'utilizzatore. La natura flessibile e la leggerezza consentono la rapidità ma offrono poca attitudine difensiva, così lo schermidore deve invece ricorrere a manovre del corpo per schivare gli attacchi. Esistono interi sistemi dedicati a come estrarre la spada dal corpo dell'avversario. Le posizioni e le forme costituiscono tradizionalmente l'allenamento iniziale, prima che gli studenti passino allo sparring libero con bastoni per simulare le spade in un esercizio chiamato gatka, anche se questo termine è più spesso usato in inglese quando ci si riferisce allo stile di combattimento panjabi-sikh. Un modo comune di esercitarsi nel taglio di precisione è affettare piante dei chiodi di garofano o limoni, e arrivare a farlo anche bendati. Abbinare due spade di uguale lunghezza, sebbene sia considerato poco pratico in alcune parti del mondo, è comune ed era considerato molto vantaggioso nel subcontinente indiano.

### Combattimento con il bastone (lathi khela)
Ricchi agricoltori e altre persone importanti prendevano a loro servizio dei lathial per sicurezza e come simbolo di potere. Si usavano duelli come mezzo per proteggere o prendere terra ed altri possedimenti. Un proverbio in alcune lingue sudasiatiche dice "chi brandisce il lathi (pesante bastone di bambù) si tiene il bufalo". Gli zamindari (signori feudali) mandavano gruppi di lathial ad estorcere tributi dai paesani. L'addestramento con il lathi un tempo faceva parte del sistema di istruzione bratachari.

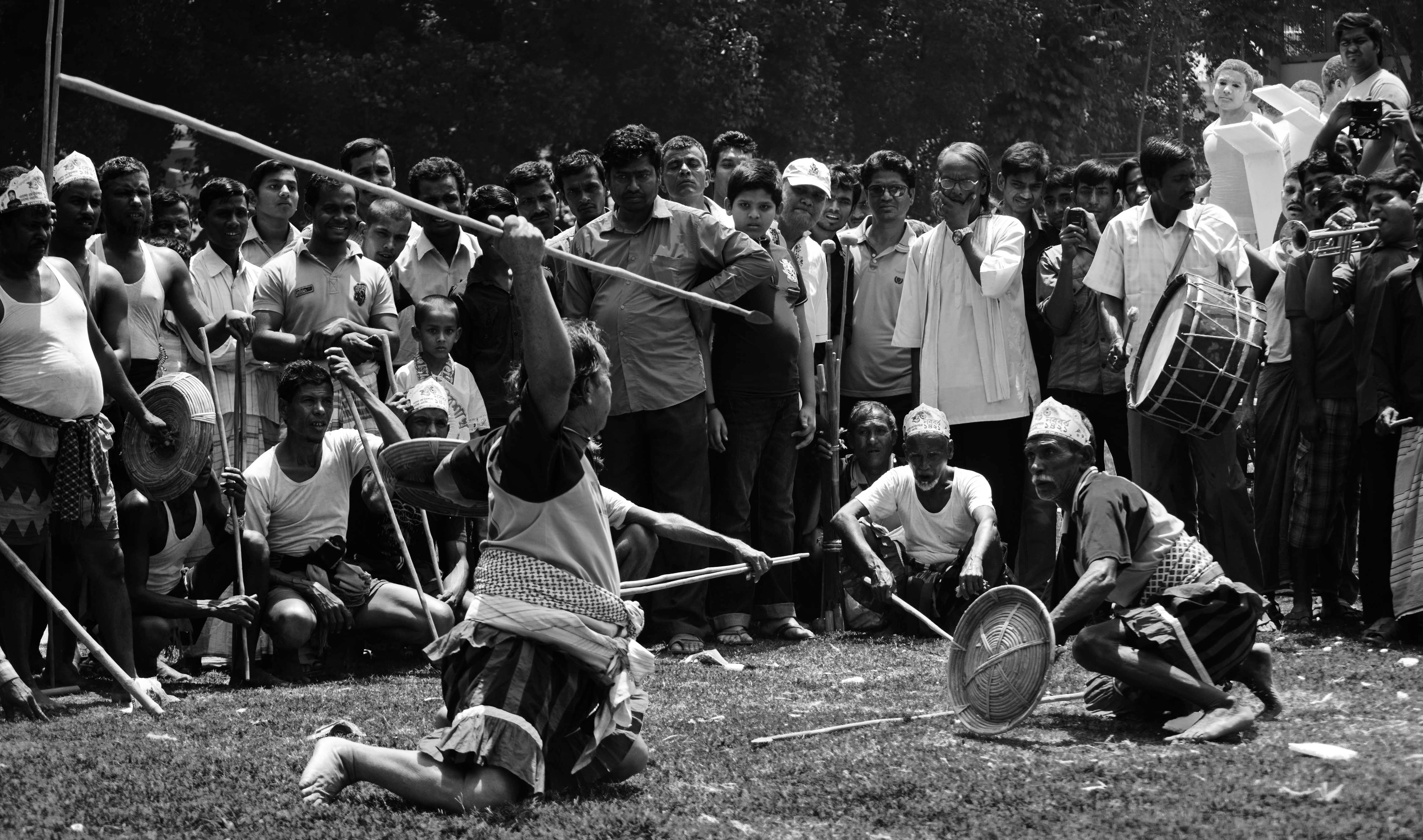
Incontro di lathi khela in Bangladesh

Sebbene ci si eserciti con il lathi nei villaggi di India e Bangladesh, l'urbanizzazione ne ha determinato il declino come arte marziale negli ultimi decenni. Fino al 1989 a Kushtia (Bangladesh) si teneva un raduno nazionale annuo cui partecipavano squadre di tutto il Paese. Per il calo di praticanti e spettatori, il raduno ora si tiene solo ogni tre anni. Perfino nelle zone in cui un tempo fiorivano le squadre di lathi, oggi ne restano solo alcune. Oggi il lathi khela spesso si vede per lo più nelle feste e ai matrimoni. Si svolgono incontri nel Bengala Occidentale per certi rituali puja, e nel Bengala del Nord durante Eid si gioca uno sport simile chiamato chamdi.

### Combattimento con la lancia
Nel Mahābhārata si dice che Yudhisthira fosse un maestro del combattimento con la lancia, mentre anche Shalya era ricordato come eccellente guerriero nel campo del combattimento con la lancia. Sempre secondo i miti indù dell'India, si dice che Karttikeya, figlio del Signore Shiva, fosse abile nel combattimento con la lancia, per cui usava la sua lancia divina chiamata Vel. La lancia indiana tipicamente è fatta di bambù con una lama di acciaio. Può essere usata nel combattimento corpo a corpo o essere scagliata quando i combattenti sono più distanziati. Benché sia principalmente un'arma destinata a trafiggere, ha una punta larga che permette anche molte tecniche "di taglio". Dal XVII secolo i mercenari dell'esercito moghul utilizzavano un tipo di lancia che comprendeva un'estremità inferiore acuminata e un corpo contundente sulla sommità, avvicinandosi così ad una mazza. D'altro canto, la più lunga lancia da cavalleria era fatta di legno, con un drappo rosso attaccato presso la lama per evitare che il sangue dell'avversario colasse sull'asta. I maratha erano ammirati per la loro capacità di cavalcare brandendo una lancia di tre metri chiamata bothati (ਬੋਥਾਟੀ). Al combattimento con la bothati ci si esercita con una lancia dalla punta arrotondata e rivestita di vernice, in modo ta poter confermare i colpi andati a segno. Nell'addestramento individuale si punta la lancia contro un cumulo di pietre. Da questa fu poi sviluppata un'arma esclusivamente indiana (vita) con una corda lunga 1,5 m collegata alla coda della lancia e legata al polso del lanciere. Mediante questa corda la lancia può essere recuperata dopo essere stata scagliata.

### Combattimento con l'arco (dhanurvidya)
L'uso dell'arco è notoriamente ritenuto uno delle più nobili forme di difesa nella tradizione culturale dell'India. Come narrato nella letteratura vedica, arco e freccia sono le armi più acclamate tra i kshatriya. Siddharta Gautama era un campione con l'arco, e si dice che gli epici Rama, Arjuna, Karna, Bhishma, Drona e Ekalavya fossero tutti impareggiabili arcieri.
Dhanurveda è un antico trattato sulla scienza dell'arco. Descrive le pratiche e gli usi del tiro con l'arco, l'artigianato della costruzione di archi e frecce, l'addestramento dell'esercito ed enumera le regole di ingaggio. Il trattato tratta anche delle arti marziali in relazione all'addestramento dei guerrieri, degli aurighi, della cavalleria, degli elefanti da guerra, della fanteria, ecc. Era considerato immorale colpire con frecce un guerriero da tergo e combattere più di un guerriero per volta. Gli archi usati nel periodo vedico erano chiamati danush, e i veda ne contengono dettagliate descrizioni. La forma ricurva dell'arco è detta vakra nell'Artha Veda. La corda era chiamata jya, ed era montata solo quando necessario. La freccia era detta iṣu, la faretra iṣudhi, e veniva portata appesa alla schiena. Gli arcieri portavano un hastaghna, che era una protezione per il braccio o scudo portato sull'avambraccio destro ed era usato per proteggere chi lo vestiva dall'attrito provocato dalla corda dell'arco.
Si chiamava dhanushkara un costruttore di archi o la professione di fabbricare archi e frecce, divenuta un mestiere normale nel periodo vedico. Altri artigiani, detti jyakara, erano specializzati nel fare corde di archi.
Gli archi compositi fatti di corno, tèndine, e legno furono inventati nelle steppe asiatiche e sarebbero divenute una componente fondamentale del repertorio oplologico ariano. Come in altre civiltà, quali Ittiti e Persiani, l'uso di archi compositi affianca la guerra con i carri. Oltre a ciò, le dimensioni più piccole dell'arco composito lo avrebbero reso preferibile nella guerra "montata".
Un tipo di longbow indiano era lungo 1,5—1,8 m, e scagliava una lunga freccia di legno con punta di metallo od osso. Il cronachista cretese Nearco che accompagnava in India Alessandro Magno, aveva annotato che i guerrieri usassero archi di bambù, che dovevano poggiare sul terreno e trattenere con il piede per tenderli in tutta la loro estensione. La freccia scoccata da tale arco di bambù poteva perforare qualunque armatura utilizzata nell'antichità. Arriano scrisse che i longbow indiani erano come alti quanto il tiratore, mentre gli archi del Deccan nel 1518 sarebbero stati "lunghi come quelli d'Inghilterra".
Il tiro con l'arco tradizionale al giorno d'oggi è praticato negli Stati settentrionali di Ladakh e Arunachal. Uno sport sopravvissuto fino ai giorni nostri è il thoda di Himachal Pradesh, e prevede una squadra di arcieri che tentano di scagliare frecce dalla punta smussata contro le gambe dei giocatori avversari.

### Combattimento con la mazza (gadayuddha)

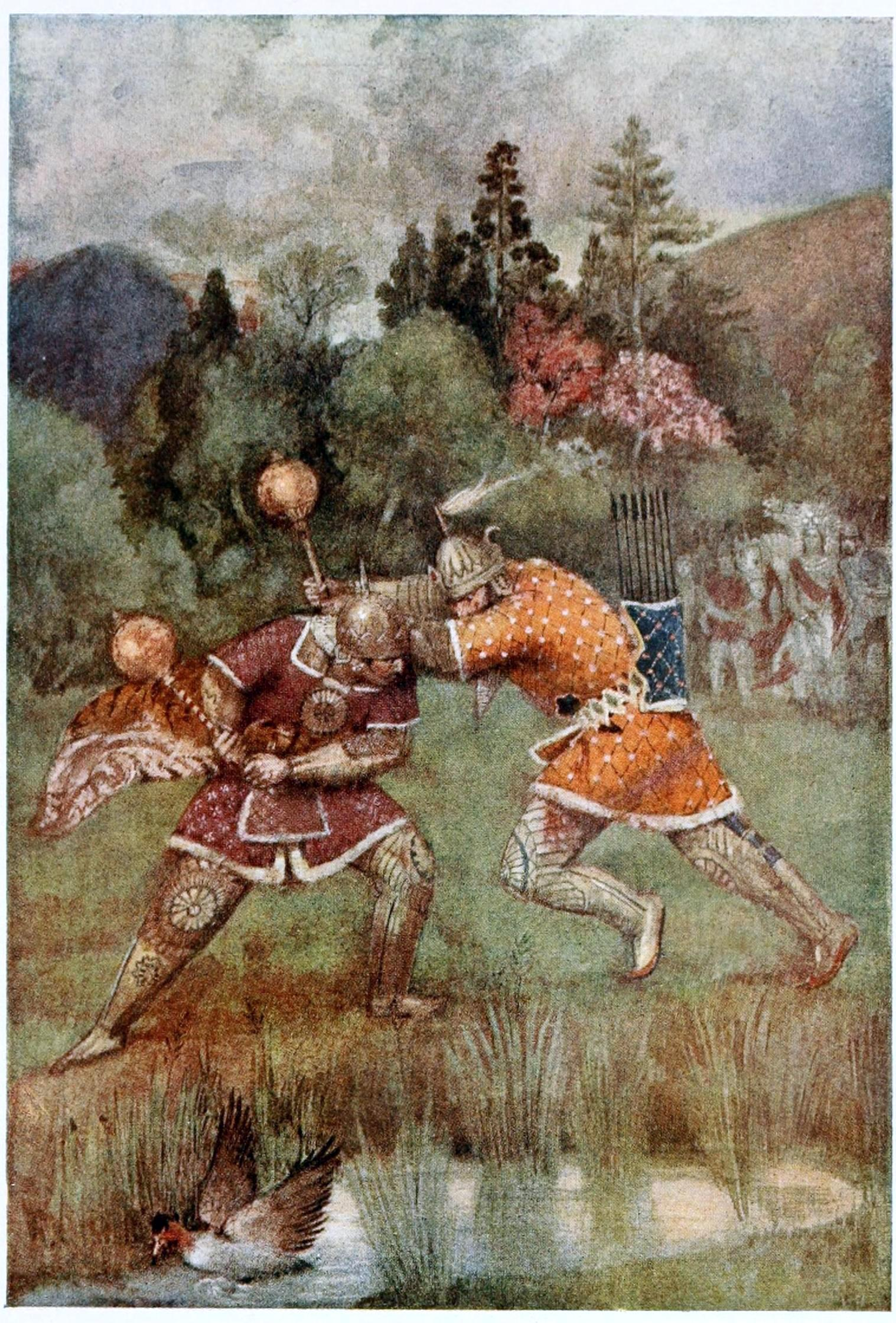
Bhima duella con Duryodhana

Il gada è l'arma del dio Hanuman nel Ramayana. Anche Visnù porta in una delle sue quattro mani un gada chiamato Kaumodaki. Nell'epica Mahabharata si narrava che Bhima, Duryodhana, Jarasandha e Balarama fossero maestri del gada. Nel combattimento con la mazza, Bhima vince la battaglia finale contro Duryodhana colpendolo all'interno della coscia. Un attacco di questo tipo al di sotto della vita era contrario all'etichetta dei duelli con la mazza, il che implica un certo grado di familiarità con questo tipo di combattimento. Era ed è tuttora usata dai lottatori come attrezzatura per l'addestramento. Il 
gada tradizionale era essenzialmente una sfera di legno o di acciaio montata su un manico con una sola punta in cima. Esisteva anche una testa di mazza alternativa era il padam a forma di loto. Secondo l'Agni Purana, il gada poteva essere maneggiato in venti modi diversi. A causa del suo peso, si dice che il gada è più adatto a combattenti con un'ampia complessione o grande forza. Il bastone o mazza moghul, conosciuto come gurj o gargaj, aveva una testa consistente di 8-10 lame a forma di petalo. Munito di elsa a cesto, pomo sferico e sommità a punta, questo tipo di bastone era concepito per abbattere avversari dotati di armatura. In alternativa, alcuni gurj avevano una sommità a punta e una protezione per la mano.

### Lotta (mallayuddha)

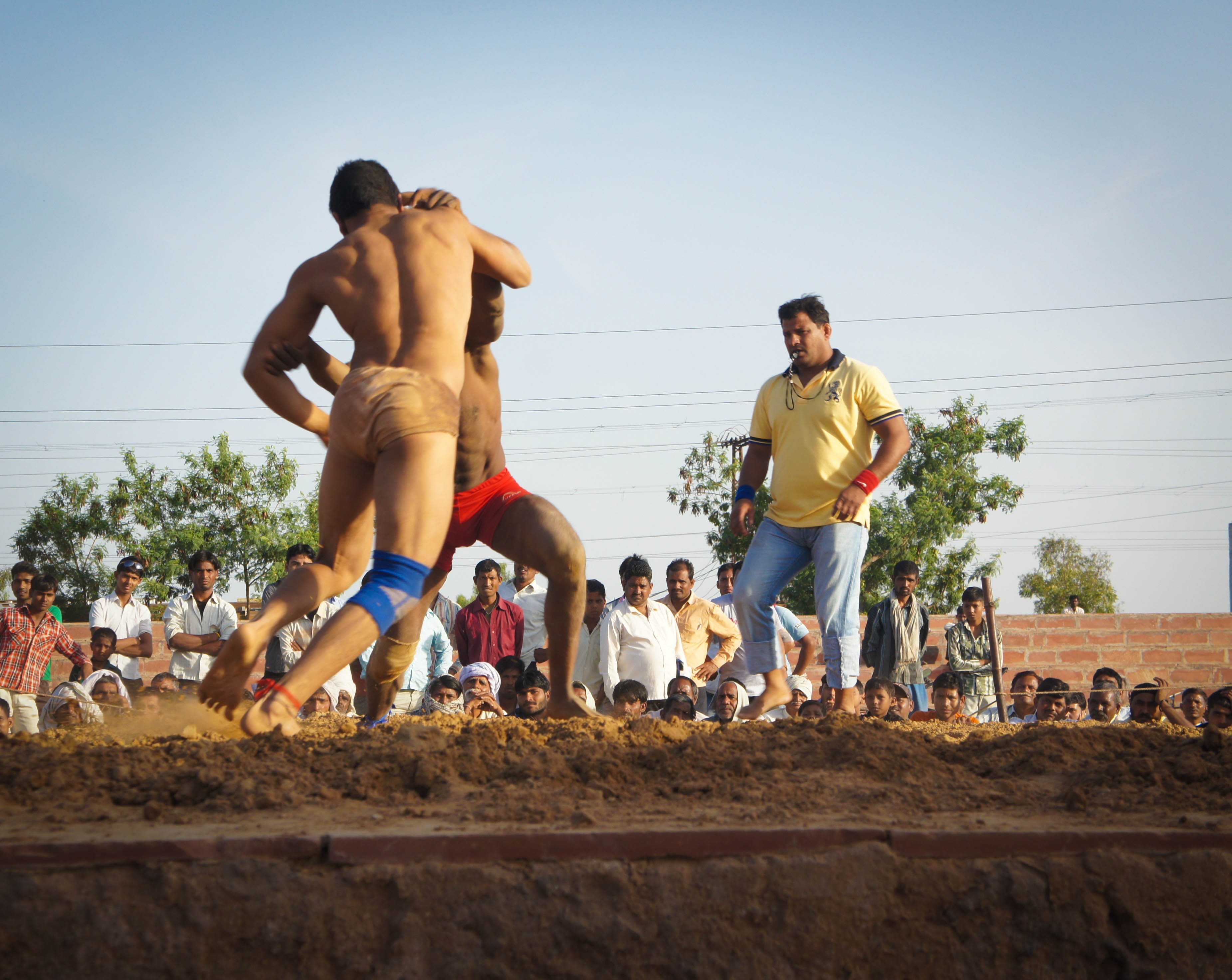
Incontro di lotta in Bharatpur, 2013.

Le arti della lotta corpo a corpo (malla-vidya), praticate come sport o come stile di combattimento, sono diffuse in tutto il Subcontinente indiano. La vera lotta da combattimento è chiamata malla-yuddha, mentre il termine malakhra si riferisce alla lotta come sport. Il malla-yuddha era codificato in quattro forme che andavano da prove di forza puramente sportive a combattimenti di vero "pieno contatto" noti come yuddha. In considerazione della sua estrema violenza, quest'ultima forma non è generalmente più praticata. La seconda forma, in cui i lottatori tentano di tenersi reciprocamente fuori dal terreno di gioco per tre secondi, sopravvive in Karnataka. Il vajra-musti era un'altra vecchia arte di lotta corpo a corpo in cui i contendenti lottavano portando un tirapugni con corni. In un altro stile chiamato naki ka kusti (lotta con gli artigli), i duellanti combattevano con bagh nakha. Nelle campagne indiane si trovano pure numerosi stili di lotta popolare, come mukna dal Manipur, lotta inbuan dal Mizoram e khomlainai tra i bodo.

### Lotta (pehlwani)
Pehlwani è una forma di lotta del Subcontinente indiano. Si sviluppò nell'impero Moghul combinando il malla-yuddha indigeno con influenze del varzesh-e bastani persiano. Uno dei più famosi cultori di pehlwani fu The Great Gama (Ghulam Mohammad Baksh Butt), che è considerato uno dei più grandi lottatori di ogni tempo.

### Pugilato (mushtiyuddha)
Il pugilato (musti-yuddha) è tradizionalmente considerato la più aspra forma di combattimento indiano senza armi. Nell'antichità era diffuso in tutto il subcontinente indiano settentrionale, ma oggi è raramente praticato. I pugili induriscono i pugni colpendo pietre e altri oggetti duri. Gli incontri possono essere uno contro uno o di gruppo.

### Calci
Il combattimento a calci (aki kiti) è la prerogativa delle tribù del Nagaland. Anche se tutti i naga di India e Myanamar nordoccidentali erano conosciuti per la loro abilità con le spadone (dao) ed altre armi, le contese tra membri di tribù, e tra tribù diverse, venivano composte con una forma di combattimento non armato basata sui soli calci. Lo scopo di questi combattimenti è di costringere l'avversario ad inginocchiarsi o ad uscire dal ring. Per colpire si usano solo i piedi, ed anche i blocchi vanno eseguiti con le gambe.

### Pugilato (altre forme)
Molte forme di combattimento disarmato (bāhu-yuddha o bhuja-yuddha) contemplano uno spettro di tecniche troppo vasto per essere categorizzate con precisione. In epoche moderne in cui portare armi non è più consentito legalmente, gli insegnanti di arti marziali spesso esaltano le tecniche senza armi in quanto ritenute più pratiche ai fini di autodifesa. Un guerriero che combatte disarmato è chiamato bhajanh, che letteralmente significa una persona che combatte con le proprie braccia. Le branche a mani nude delle arti marziali indiane si basano tipicamente sui movimenti di animali, o su divinità induiste. Binot, un'arte dell'India centrale imperniata sulla difesa tanto da avversari armati quanto disarmati, potrebbe essere il primo sistema del suo genere. Nell'era moghul, questi combattenti erano conosciuti come ek-hath (letteralmente "monchi"), così chiamati poiché avrebbero dato dimostrazione della propria arte usando un solo braccio.

### Bal Vidya
Nell'antica India esistevano addirittura 64 tipi di abilità ed arti che portavano ben sviluppati individui a potenziare mente, corpo, ed intelletto mettendoli in grado di svolgere i loro ruoli in modo efficiente ed efficace a livello personale, sociale e nazionale. Al giorno d'oggi, stili di vita malsani e irregolari, frustrazioni e crescenti competizioni in ogni sfera esistenziale stanno condizionando la salute delle persone, specie le più giovani. In uno scenario del genere, una delle antiche arti indiane indicata come “Bal Vidya” può giovare non solo a migliorare la salute fisica ma anche ad elevare il benessere mentale ed intellettuale di una persona. Mente e intelletto forti sono importanti quanto un corpo forte. La Shree Aniruddha Upasana Foundation (Mumbai, India) tenta di passare in rassegna queste forme di antiche arti marziali indiane e fornisce gratuitamente ad uomini e donne l'addestramento “Bal Vidya”. Forme d'arte come Mudgal Vidya, Vajra Mushthi, Surya Bhedan, Ashwa e vari tipi di Yashwanti Malla Vidya usano vari tipi di armi come Laathi (bastone di bambù rivestito di ferro), Kaathi (Asta), Fari-Gadga, Dorkhand (corda) e Dandpatta (guanto-spada). Dopo aver frequentato le sessioni addestrative, è anche disponibile un libro che descrive tutte queste arti, dal titolo “Bhartiya Prachin Bal Vidya” (L'antica arte indiana Bal) per raggiungere un grado di maggior competenza.

## Sistemi
Come per altri aspetti della cultura indiana, le arti marziali indiane possono essere a grandi linee distinte in stili del nord e del sud. I sistemi settentrionali (che comprendono Pakistan e Bangladesh) possono andare sotto la generica denominazione di shastra-vidiya, benché questo termine sia spesso usato come sinonimo di "gatka". La principale differenza è che il nord fu maggiormente esposte all'influenza della "società persianizzata" durante l'impero moghul, mentre il sud è più conservatore nel mantenere tradizioni antiche e medievali. Fanno eccezione a tale regola gli Stati nordorientali che, a causa della loro collocazione geografica, rimasero esclusi alla maggior parte delle invasioni straniere pre-europee. Di conseguenza, la cultura indiana nordorientale e i relativi metodi di combattimento sono anche strettamente collegati agli equivalenti di Sud-est asiatico e Oceania. In aggiunta alla principale divisione tra nord e sud, i sistemi marziali nel subcontinente indiano tendono ad essere associati a certi Stati, città, villaggi o gruppi etnici.

### Stili regionali
Andhra Pradesh
I maestri dell'Andhra Pradesh traggono origine dall'impero Vijayanagara, che influenzò la zona Konaseema. Il sistema indigeno di Chedi Talimkhana o yudhkaushalya che talim è spesso abbreviato in Talimkhana o semplicemente Talim. L'arte si avvale di diverse armi che sono utilizzate in forme prestabilite. Tra queste il combattimento con il coltello (baku samu), con la spada (katti samu), e con l'asta (kara samu) oltre ad altre armi come il gada (mazza) e il pata.
Bengala e India nordorientale
Le danze guerresche del Bengala rappresentano una testimonianza delle armi che anticamente si usavano in zona.
Il lathi khela è un'arte bengalese tradizionale — un tipo di combattimento col bastone praticato soprattutto in Bengala e India del Nord. Il combattimento con il bastone ha una storia antica nel Subcontinente indiano. Si veda, in proposito, quanto già esposto nella specifica sezione di Armi ed arti.
Bihar
Il “pari-khanda” è una forma di combattimento creata dai rajput ed è ancora praticato in molte zone del Bihar. “Pari” significa scudo e “khanda” significa spada nella lingua della zona “Chhau”, perciò questa arte usa spada e scudo per il combattimento. Questa forma di combattimento ha dato luogo ad una forma di danza locale chiamata danza “Chhau” e gli elementi marziali sono stati pienamente assorbiti da tale danza. È anche praticata in alcune parti di Jharkhand e Orissa. Chhau è il nome della tradizionale rappresentazione coreutica delle regioni orientali dell'India ed è di tre tipi. Le tre forme di "chhau" prendono il nome dal distretto o villaggio in cui sono eseguite, cioè Purulia Chau del Bengala, Seraikella Chau del Bihar e Mayurbhanj Chau di Orissa.
Karnataka
Le arti di combattimento kannada sono insegnate esclusivamente presso sale di addestramento tradizionali o garadi mane. Le discipline comprendono il combattimento senza armi (kai varase), combattimento con l'asta (kolu varase) e con la spada (katti varase) nonché varie altre armi. Tutte queste arti oggi per lo più si possono ammirare solo in dimostrazioni simulate durante festival.
Kashmir
Si dice che la scherma del Kashmir abbia una storia antica, ma il suo nome moderno sqay è nato solo in un momento assai più recente. Lo sqay è sopravvissuto alla decadenza conseguente alla spartizione dell'India adottando le metodologie di competizione di karate e taekwondo. I tipi di competizione comprendono sparring, rottura, e forme o khawankay. I praticanti eseguono lo sparring con spade finte chiamate tora che sono abbinate ad uno scudo. Lo sparring si basa su punti che vengono attribuiti per colpi riusciti portati con la tora o con il piede.
Kerala

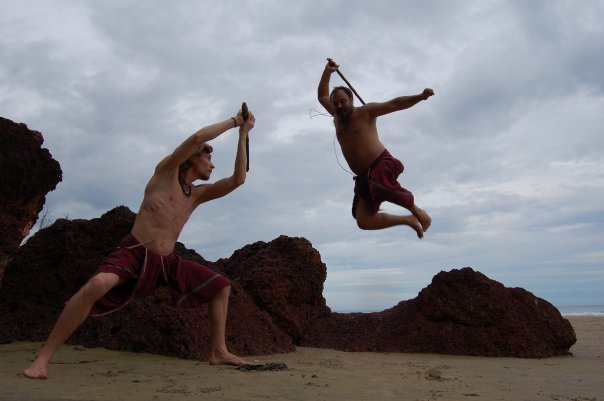
Combattimento con il bastone kalaripayat

L'arte marziale keralita del kalarippayattu arrivò nella forma attuale dal kalari, la variante locale dell'istituzione educativa del gurukula nel Kerala. Le armi più comuni oggi sono asta, bastone, spada, scudo, lancia, daga e spada flessibile, localmente nota come urumi. Il Kerala è anche la patria di una forma locale di submission wrestling chiamata gatta gusthi.
Maharashtra
I marathi svilupparono il loro stile di combattimento basato sulla morfologia collinosa dello Stato. Il mardani khel oggi insegna tecniche con armi per l'uso in combattimento singolo ed anche come difesa contro diversi antagonisti. Fra le altre armi si usano spada, scudo, lancia, daga, kukri, doppi corni di cervo, ed arco e frecce.
Manipur
L'arte manipuriana dello huyen langlon una volta era praticata dalle tribù collinari indigene di quello Stato, che compivano duelli disciplinati da severe norme di comportamento. La componente con armi, chiamata thang-ta, deriva tale nome dalle principali armi del sistema, thang (spada) e ta (lancia). I praticanti fanno sparring mediante cheibi gatka, in cui si usa una spada di gomma assieme ad uno scudo. La componente senza armi di huyen langlon si chiama sarit-sarak e viene usata assieme a thang-ta quando il combattente perde le armi.
Nagaland
Aki Kiti è uno sport di combattimento semi-contact caratterizzato dal fatto che si calcia e si blocca usando le piante dei piedi. Il suo nome significa "combattimento con i piedi".
Orissa
L'arte marziale di Orissa risale alla classe di guerrieri paika, molto noti per il loro uso del khanda o spada dritta a doppio filo. In tempo di pace, i paika avrebbero affinato le loro abilità attraverso danze marziali, addestramento alle "forme" e acrobazie varie.
India nord-occidentale
Gli schermitori si esercitavano nelle tecniche sia in movimenti ritualizzati con spade vere, sia in sparring libero con bastoni di legno chiamati gatka, una forma di combattimento con il bastone. Il gatka incorpora parecchie forme, ciascuna con il proprio insieme di armi, strategie e lavoro di gambe. Nel XVIII secolo quest'arte marziale si sviluppò ancora come gioco, di cui l'università di Lahore (odierno Pakistan) codificò le regole.
Tamil Nadu

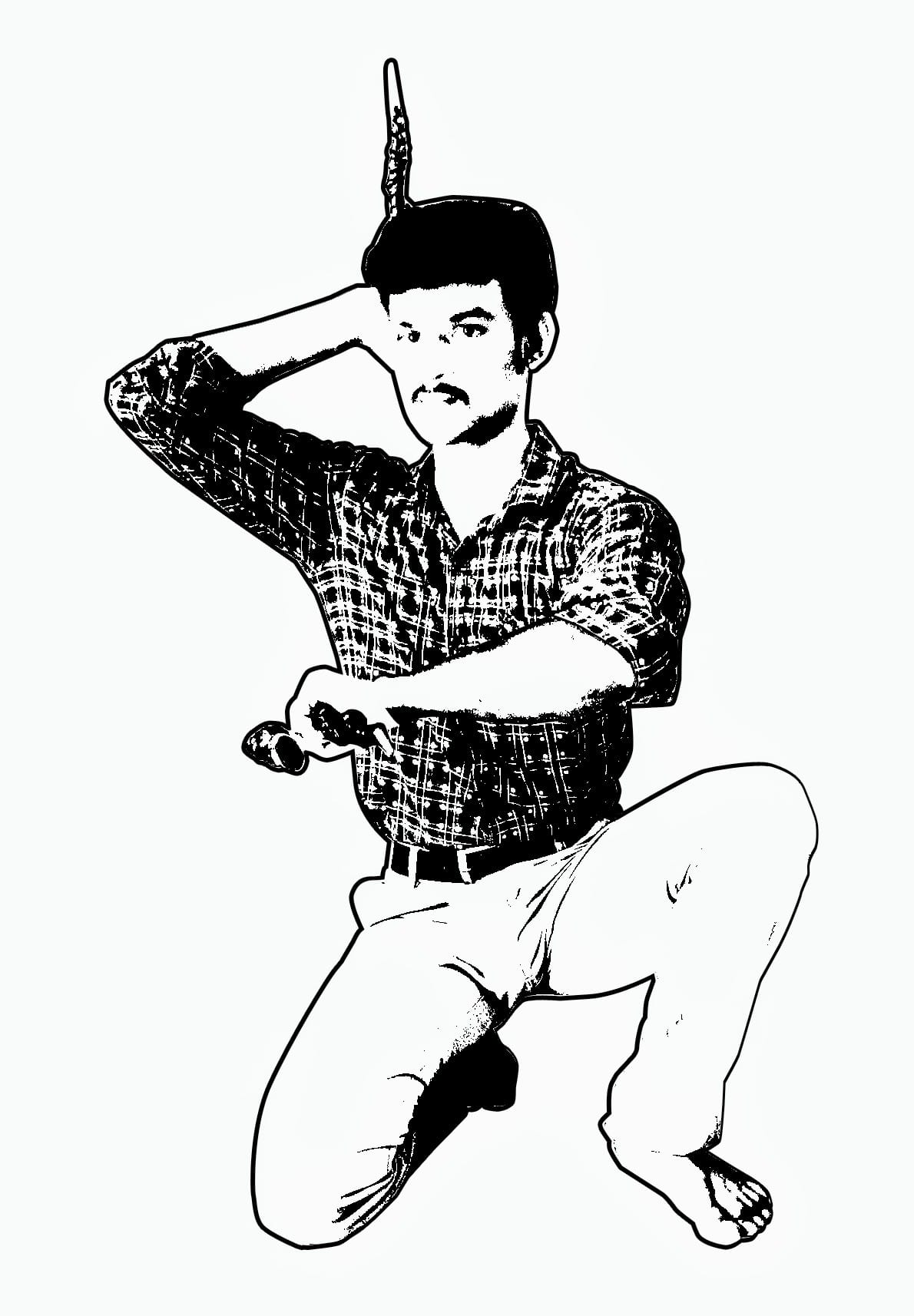
Una posizione del silambam

L'arte marziale tamil è divenuta nota come silambam per via della sua arma principale, l'asta di bambù. L'allenamento inizia con gli schemi in piedi prima di passare alle posizioni e quindi alle tecniche di combattimento. Oltre a quella da cui prende il nome, il silambam comprende una varietà di armi come la spada, i bastoni gemelli, le doppie corna di cervo, la frusta, la spada, scudo e spada, il pugnale, la spada flessibile e la falce. Il silambam senza armi (kai silambam) si basa su movimenti di animali come serpente, aquila, tigre ed elefante. Altre arti marziali del Tamil Nadu sono Varma Kalai, Adi Thadi, Malyutham, Valariveechu, Vaalveechu, Gusthi (forma di pugilato del Tamil Nadu, da non confondersi con il Kushti nord-indiano, che è un'arte di lotta). Ci sono 64 vari tipi di arti menzionate nella letteratura Sangam e normalmente vi si fa generico riferimento come aayakalaigal 64, però la maggior parte di esse sono attualmente estinte e cadute in disuso presentemente.

## Influenza

Zona culturale di influenza dell'"indosfera storica"della Greater India per la trasmissione di elementi di cultura indiana, tra cui le arti marziali.

Con l'influenza della cosiddetta indosfera, l'influenza culturale della Greater India, mediante la trasmissione dell'induismo nel sudest asiatico e la trasmissione del buddhismo attraverso la via della seta che portarono all'indianizzazione del sudest asiatico attraverso la formazione di regni indiani tra popolazioni di altra etnia del sudest asiatico che adottarono una lingua sanscritizzata ed altri elementi come titoli onorifici indiani, nomi di persone sanscritizzatei, toponimi sanscritizzati, motti di istituzioni sanscritizzati, nomi di istituzioni educative sanscritizzati, come l'adozione di arti marziali indiane, architettura indiana, musica e danza indiane, abbigliamento tradizionale indiano, e cucina indiana, un processo che è stato favorito dalla diaspora indiana. Tra le arti marziali influenzate da quelle indiane ricordiamo Angampora, Ankam, Bokator, Eskrima, Krabi krabong, Kbachkun Dambong-Veng, lotta tradizionale Khmer, Pencak Silat, Thaing (birmano), ecc.